# Gustav Johannsen-Skolen
Gustav Johannsen-Skolen er en dansk skole med børn fra 1. til 10. klasse beliggende ved Eckenergade/Skovgade på Vestlige Højde i det vestlige Flensborg. Skolen er oprettet i 1952 som dansk folkeskole (grund- og realskole) under Dansk Skoleforening for Sydslesvig. Gustav Johannsen-Skolen er dermed en af 46 danske skoler i Sydslesvig, som retter sig primært mod børn fra byens danske folkedel. I 2016 blev skolen udvidet med en ny fløj. Tilbygningen huser blandt andet nye klasseværelser, tre grupperum, faglokaler, skolens bibliotek og kantine.
Skolen er opkaldt efter den dansk-sydslesvigske politiker og journalist Gustav Johannsen.